# Helga Köpstein
Helga Köpstein (* als Helga Schicker am 22. Januar 1926 in Berlin; † 13. Februar 2022 ebenda) war eine deutsche Byzantinistin.

## Leben
Helga Köpstein machte 1944 ihr Abitur und studierte von 1946 bis 1951 Klassische Philologie und Geschichte an der Humboldt-Universität zu Berlin (HUB). Schon 1948/49 war sie Hilfskraft am Institut für Altertumskunde der HUB, 1949 bis 1951 wissenschaftliche Hilfskraft. Das Staatsexamen legte sie 1951 ab. Danach war sie bis 1955 wissenschaftliche Assistentin bei der Kommission für Spätantike Religionsgeschichte der Deutschen Akademie der Wissenschaften. 1955 wurde Köpstein wissenschaftliche Assistentin in der Arbeitsgruppe Byzantinistik am Institut für griechisch-römische Altertumskunde, wo sie zudem den Bereich der Griechischen Geschichte leitete. Die Promotion erfolgte im April 1964 an der HUB mit einer Arbeit zum Thema Zur Sklaverei in den letzten zweieinhalb Jahrhunderten des Byzantinischen Reiches. Philologisch-historische Untersuchung. Nach der Promotion wurde Köpstein Leiterin der Abteilung Spätantike und frühes Byzanz am Zentralinstitut für Alte Geschichte und Archäologie (ZIAGA) der Akademie der Wissenschaften der DDR. Im Juni 1978 folgte die Promotion B an der Akademie zum Thema Zur Veränderung der Agrarverhältnisse in Byzanz vom 6. zum 8. Jahrhundert. Im September 1980 folgte die Berufung zur Professorin an der Akademie, von 1981 bis 1984 leitete sie den Wissenschaftsbereich Griechisch-römische Antike beim ZIAGA. 1986 wurde sie pensioniert. Neben Johannes Irmscher und Friedhelm Winkelmann war Köpstein die wohl bedeutendste Byzantinistin der DDR.
Helga Köpstein war mit dem Historiker Horst Köpstein verheiratet.

## Schriften
- Zur Sklaverei im ausgehenden Byzanz. Philologisch-historische Untersuchung. Akademie, Berlin 1966 (Berliner byzantinistische Arbeiten, Bd. 34)
- Studien zum 7. Jahrhundert in Byzanz. Probleme der Herausbildung des Feudalismus. (Hrsg. mit Friedhelm Winkelmann), Akademie, Berlin 1976 (Berliner byzantinistische Arbeiten, Bd. 47)
- Besonderheiten der byzantinischen Feudalentwicklung. Eine Sammlung von Beiträgen zu den frühen Jahrhunderten. (Hrsg.), Akademie, Berlin 1983 (Berliner byzantinistische Arbeiten, Bd. 50)
- Studien zum 8. und 9. Jahrhundert in Byzanz. (Hrsg. mit Friedhelm Winkelmann), Akademie-Verlag: Berlin 1976 (Berliner byzantinistische Arbeiten, Bd. 51)
- Thomas. Rebell und Gegenkaiser in Byzanz. (Illustrierte historische Hefte: Heft 39), Deutscher Verlag der Wissenschaften, Berlin 1986, DNB 860430723.
- Das Treptower Ehrenmal. Berlin 1987
- Die sowjetischen Ehrenmale in Berlin. Berlin 2006